# 2023년 네팔 지진
2023년 네팔 지진은 2023년 11월 3일 오후 11시 47분 네팔 카르날리주 자자르콧구에서 발생한 규모 M5.7의 지진이다. 이 지진으로 최소 157명이 사망하고 375명이 부상을 입었다. 지진의 진동은 네팔 서부와 북인도까지 광범위한 지역에 느껴졌고 2015년 4월 네팔 지진 이후 네팔에서 가장 많은 사상자가 발생한 지진이다.

## 지질학적 환경
네팔은 인도판과 유라시아판이 충돌해 지진 활동이 일어나는 히말라야산맥 위에 있다. 두 판은 매년 40-50 mm의 속도로 인도판이 유라시아판 아래로 섭입한다. 인도판이 유라시아판 대륙 지각 아래로 밀려나면서 두 판이 충돌하는 지역을 따라 충상단층을 이룬다. 주전선 충상단층(MFT)가 판의 운동 거의 대부분의 응력을 받아낸다. 이런 충상단층에서 발생한 지진은 역사적으로 큰 피해를 입혔다.
2014년 발표된 연구에 따르면 주전선 충상단층은 평균 750 ± 140년 간격으로 규모 M8 이상의 지진이 발생하며 이 중 네팔 동부 지역에서는 870 ± 350년 간격으로 발생한다. 2015년의 한 연구에 따르면 이 지역에서 지진 발생 간격이 700년 정도 미뤄졌다. 또한 같은 연구에서 지각의 응력이 축적되어 네팔에서 발생한 1934년과 2015년의 지진 같은 대지진이 역사적인 지진 발생 패턴과 연관지을 수 있다고 주장했다. 2016년 연구에 따르면 역사적으로 발생했던 규모 M8 이상의 대지진 쌍과 주기 연구에서 2020년대 안에 서중국 지역에서 강진이 발생할 수 있다고 우려했다.

## 지진

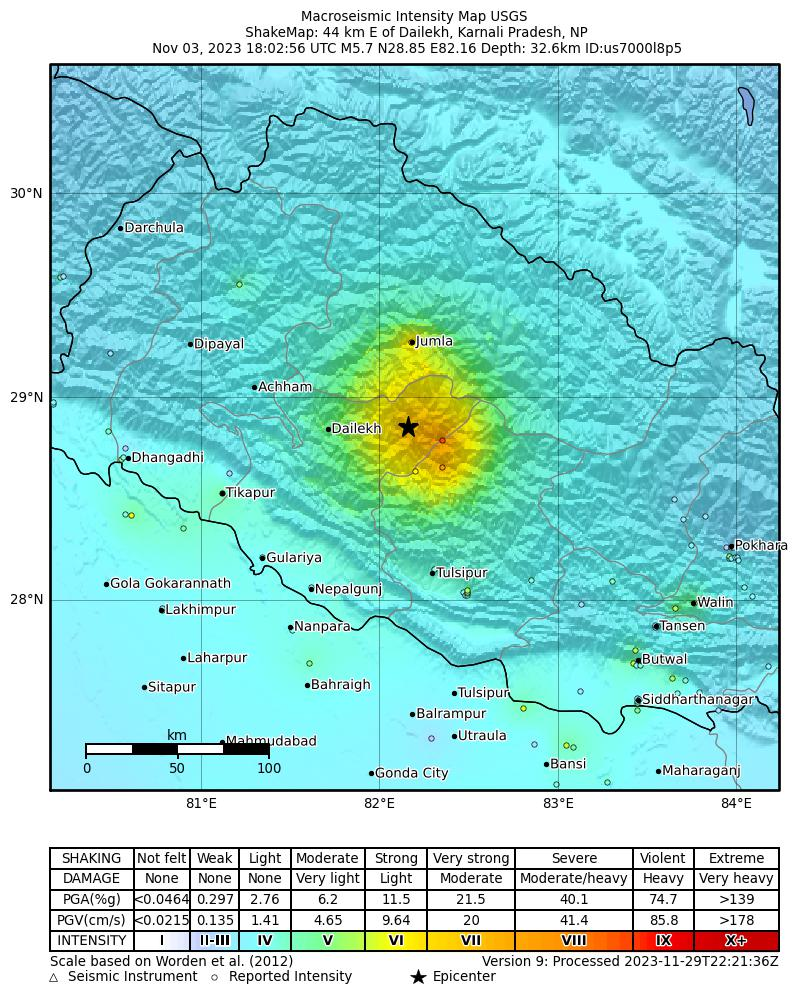
미국 지질조사국이 발표한 네팔 지진의 강진 관측 지역을 그린 지도

미국 지질조사국(USGS)은 지진의 모멘트 규모가 Mw5.7이며 진원 깊이는 32.6 km라고 추정했다. 네팔 국립지진감시연구소는 릭터 규모 기준 지진의 규모가 ML6.4라고 분석했다. 지진의 진앙은 네팔 자자르콧구의 라미단다 인근이다. 단층의 발진기구해에 따르면 지진 발생 단층은 서북-동남쪽 방향으로 동북 혹은 서남 방향으로 섭입하는 역단층으로 나왔다. 본진 이후 총 483건의 여진이 관측되었다. 이 중 최소 6번의 지진이 M4.0 이상 규모로 측정되었다. 최대 규모의 여진은 11월 6일 발생한 규모 M5.3의 지진이다.

## 피해
지진으로 네팔에서 총 153명이 사망했다. 이 중 101명이 자자르콧구에서, 52명이 서루쿰구에서 나왔다. 자자르콧주의 한 도시인 날가드의 부시장 사리타 신흐도 사망자 중 한 명이다. 사망자의 거의 절반인 78명이 어린이이다. 사망자가 집중된 지역에서는 총 51명이 한 지자체에서 사망하고 주택 200여 채가 붕괴되었다. 부상자는 최소 375명으로 집계되었다. 지진 발생 직후 피해 지역을 방문한 네팔 지반공학회 회장인 만딥 수베디는 지진의 규모가 비교적 작았음에도 재산 및 인명 피해가 컸던 이유로 진앙 지역에 부실 시공이 만연했고 사람들이 잠든 밤에 일어났기 때문이라고 설명했다. 붕괴된 집 대부분이 통나무와 바위를 쌓아 만든 흙집이었다.
네팔의 13개 구에서 총 62,039채의 주택이 피해를 입었으며 이 중 26,550채가 붕괴되었고 붕괴된 집 절대다수는 서루쿰구에서 나왔다. 아스비스콧에서는 5명 일가족 전체를 포함한 42명이 사망하고 100명 이상이 부상을 입었다. 주변 지역에서 주택 5천 채 이상이 파괴되거나 피해를 입었다. 사니베리에서는 8명이 사망했다. 또한 진원 인근 주택의 최소 40%가 피해를 입었다. 지진의 진앙인 베레콧에서는 5명의 부상자만 발생하고 사망자는 없었지만 이 지방체의 주택 3,500채 거의 전부가 피해를 입었고 이 중 1천 채 이상이 심각한 피해를 입었다. 자자르콧구에서도 여러 주택이 붕괴되거나 피해를 입었다. 이 중 가장 심각한 피해를 입은 지방체인 베리에서는 42명이 사망하고 주택 344채가 붕괴되었으며, 쿠세에서는 7명이 사망하고 주택 95채가 붕괴되었으며 체다가드에서는 1명이 사망하고 주택 100채가 붕괴되었다. 치우리에서는 최소 13명이 사망하고 마을 내 주택 40채가 붕괴되거나 피해를 입었다. 치우리톨에서도 13명이 사망하고 주택 56채가 붕괴되었다. 주니찬데에서는 주택 5채가, 시발라야에서는 주택 1채가 붕괴되었다.
네팔 관료들은 주택 5,000채가 피해를 입었고 3,000채가 붕괴되었다고 말했다. 서루쿰구에서는 주택 2,136채가 붕괴되고 2,642채가 반파되었으며 4,670채가 피해를 입었다. 구 전체의 피해액은 미화 5억 달러 이상으로 추산되었다. 자자르콧구에서는 주택 905채가 붕괴되고 2,745채가 반파되었다. 자자르콧에서 두나이까지 이어지는 베리 회랑의 파사가드-림나 구간에서 3차례의 큰 산사태가 보고되었고 칼란가-판츠카티야 구간에서도 산사태가 일어났다. 자자르콧구의 림나에 있는 다리도 경미한 피해를 입었다. 지진으로 학교 총 91개소가 파괴되고 122곳이 반파되었다. 자자르콧구에서는 학교 213채 건물이 피해를 입었다. 지진으로 보건 시설도 피해를 입어 병원 20개곳이 파괴되었으며 지역병원 1곳과 산모 분만 센터 4곳도 파괴되었다. 자자르콧구에서 67,000명이 난민이 되었으며 다르마에서도 2,400명이 난민이 되었다. 지진 발생 이후 몇 주 후에도 찬 곳에 노출되거나 감기 관련 질병으로 이재민들 사이에서 사망자가 발생했다.
달레흐구, 살랸구, 롤파구에서도 사상자가 보고되었다. 살랸에서는 다르마에서 주택 100여 채가 붕괴되었고 쿠마흐에서 주택 30채가 붕괴되었다. 서루쿰구에서 최소 100명이 부상을 입었고 자자르콧에서도 수많은 부상자가 기록되었다. 자자르콧 지역 병원은 부상당한 환자들로 가득 찼다.
지진의 흔들림은 멀리 네팔의 수도 카트만두에서도 감지되었다. 또한 러크나우, 파트나, 뉴델리 등 인도의 주요 도시에서도 흔들림이 느껴져 사람들이 당황하고 건물에서 탈출하기도 했다. 바라이흐와 자이푸르에서는 호텔 두 곳을 포함한 많은 주택과 건물에 금이 갔다.
11월 6일 여진으로 16명이 부상을 입었고 서루쿰구와 자자르콧구의 주택 3채가 붕괴되었다. 또한 산사태가 일어나 림나로 가는 도로가 일시적으로 끊겼다.

## 반응

### 네팔 국내
네팔 내무부 대변인인 나라얀 프라사드 바타리는 피해 지역에 보안군을 배치했다고 발표했다. 인도적 지원과 인력을 지원하기 위해 헬리콥터도 배치되었으며, 산사태로 막힌 도로를 뚫기 위해 군대도 동원되었다. 네팔군즈의 한 병원에서는 지진 피해자를 위한 100여개 이상의 병상이 준비되었다. 또한 서루쿰구의 한 경찰서 관계자는 수색구조대가 피해 지역으로 가기 위해 산사태 잔해를 제거해야 한다고 말했다.
네팔의 대통령 람 찬드라 파우델은 지진으로 인명 및 재산 피해가 발생한 것에 애도를 표하고 피해 지역의 빠른 구조와 구호 활동을 위해 정부와 각 관계자들에게 지원을 호소했다. 이후 대통령은 11월 8일부터 열흘간 예정된 프랑스, 이탈리아, 독일 국빈방문을 연기하고 11월 10일부터 11일까지 이틀간 열릴 예정이었던 파리 평화 포럼도 국내 상황을 이유로 불참을 표했다. 네팔의 총리 푸시파 카말 다할도 "지진으로 인명 및 재산 피해가 발생한 데에 대해 큰 애도를 표했다"고 전했다. 11월 4일 총리는 16명의 군 의료팀과 함께 헬리콥터를 타고 피해 지역을 방문했다. 총 41명의 의료팀을 피해 지역에 파견했다.
정부 관료는 자자르콧 마을의 통신이 끊긴 상태이며 당장 복구하기 어렵다고 말했다. 또한 의료팀과 의약품을 실은 헬리콥터는 기상 조건이 나아지면 즉시 피해 지역으로 이동할 준비를 마쳤다고 말했다. 경비행기도 긴급 임무에 참여하기 위해 대기하도록 지시받았다. 또한 네팔 육군이 나중에 헬리콥터 5기와 경비행기 1기를 배치했다. 네팔 항공도 의료 목적의 대피작전을 도왔다. 중상자는 카트만두, 수르케트구, 네팔군즈 등으로 공수되었다. 경상자는 지역 의료센터나 지역 병원으로 옮겨져 치료받았다.
네팔 육군, 네팔 경찰, 네팔 무장경찰 등 인력 4천명이 수색 및 구조작전에 투입되었으며 중앙정부도 임무 지원을 위해 총 1억 네팔 루피의 기금 지원을 승인했다. 정부는 기금을 각각 5천만 루피로 나눠 서루쿰구와 자자르콧구에 지원했다. 또한 지진 피해자들에게는 무료 치료를 제공했고 사망자에게는 유가족에게 각 20만 루피, 임시주택에 수용할 이재민 가족에게는 각 5만 루피를 지원하겠다고 말했다. 바그마티주 정부도 자자르콧구의 피해자 지원을 위해 1,500만 루피 지원을 약속했다. 네팔 의회당은 중앙정부에 5백만 루피의 재정 지원을 제안했다. 붓다 에어는 지진 피해자를 위해 1천만 루피를 지원했다.
수색 및 구조 작업은 지진 발생 36시간 후인 11월 5일 중단되었다. 자라르콧구에서는 한 관계자가 현재는 생존자들에게 지원을 제공하는 데 중점을 두고 있다고 말했다. 네팔 텔레콤은 좀 더 빠른 정보전달을 위해 동루쿰구, 서루쿰구, 자자르콧구 지역 고객들에게 5일간 음성 전화, SMS, 와이파이 서비스를 무료로 제공하겠다고 발표했다. 네팔 보건인구부는 세계 식량 계획(WFP)과 유니세프에게 추가 식량 지원을 요청했다.

### 국제적 반응
- 대한민국: 한국 정부는 지진 피해자들에게 약 30만 달러 규모의 인도적 지원을 보내겠다고 발표했다.[62][63]
- 러시아: 러시아의 대통령 블라디미르 푸틴은 11월 4일 푸델 대통령에게 인명 및 재산 피해에 대해 애도한다는 내용의 서한을 보냈다.[64]
- 방글라데시: 방글라데시의 총리 셰이크 하시나는 지진 소식에 "깊은 충격과 슬픔을 느낀다"는 내용의 서한을 네팔 총리에게 보냈다. 또한 하시나는 "방글라데시 국민은 어려운 시기에 형제애의 정신으로 네팔 국민의 편에 서 있다"며 "사랑하는 친구와 가족을 잃은 유가족들에게 깊은 애도를 표한다"고 말했다.[65]
- 유럽연합: 11월 15일 유럽연합은 네팔에 대한 200만 유로 규모의 지원 패키지안을 승인했으며, 여기에는 이미 피해 지역에 지원하는 인도주의적 단체의 활동 지원금 60만 유로가 포함된다. 또한 국제 적십자사·적신월사 연맹의 긴급대응기금(DREF)을 통해 네팔 적십자에게 20만 유로를 지원했다.[66]
- 유엔: 유니세프는 협력기관과 모색해 피해 주민과 어린이들에게 끼칠 피해를 분석한다고 발표했다.[67]
- 이란: 이란 적십월사 책임자인 피르 호세인 콜리반드는 네팔에 의료 및 구호팀을 보내겠다고 발표했다.[68]
- 인도: 인도의 총리 나렌드라 모디는 네팔 지진으로 발생한 인명 손실과 피해에 대해 깊은 슬픔을 느낀다며 인도는 "네팔 국민과 연대"하며 가능한 한 모든 지원을 확대할 준비가 되어 있다고 덧붙였다.[46] 또한 인도는 국가재난대응군 전문가와 함께 네팔에 21톤 가량의 인도적 지원 및 구호 자재를 보냈다.[69][70]
- 중국: 천쑹 주 네팔 중국 대사는 중국이 중국발 남아시아 국가비상물자적치소에서 텐트와 담요, 1억 루피 상당의 구호 물자를 네팔에 지원한다고 말했다.[71]
- 파키스탄: 파키스탄의 과도총리인 안와르 울 카크 카카르는 지진 피해자들에게 애도와 기도를 드리며 네팔에 지원을 할 준비가 되어 있다고 발표했다.[72]

## 같이 보기
- 2023년 지진
- 네팔의 지진 목록
- 인도의 지진 목록